# Sávos tigrispetymeg
A sávos tigrispetymeg (Prionodon linsang)  a cibetmacskafélék családjába, a tigrispetymegfélék alcsaládjába tartozó ragadozó emlős.

## Elterjedése, élőhelye
Thaiföld, Mianmar, Malajzia, Indonézia és Brunei területén honos.

## Megjelenése
Hossza 60 centiméter. Tömege 5,5 kilogramm. Színezete sárga, foltjai világos feketék.

## Életmódja
A látása és hallása ugyanolyan kiváló, akár szaglása. A fákon oly pontossággal csap le táplálékára, (emlősök , madarak  és  gyíkok) hogy annak nincs esélye elmenekülni. A karmai rövidek, ugyanakkor nagyon hatékonyak a mászásban. Fogai elég élesek és erősek ahhoz, hogy a húst könnyűszerrel megrágja és megegye, de akár a csontokat is meg tudja rágni. Nevét foltjairól kapta.

## Rokon fajok
Ma is élő rokona a foltos tigrispetymeg (Prionodon pardicolor).

## Természetvédelmi állapota
Jelenleg nem veszélyeztetett. Az illegális fakitermelés miatt csökken az állománya.